# Jane Jenson
Jane Jenson (* 26. Februar 1946) ist eine kanadische Politikwissenschaftlerin und emeritierte Professorin der Universität Montreal. Sie amtierte 1996/97 als Präsidentin der Canadian Political Science Association (CPSA).

## Leben
Jenson studierte seit 1963 Soziologie und Politikwissenschaft an der McGill University, wo sie 1967 das Bachelor-Examen ablegte, und an der University of Rochester, wo sie 1974 zur Ph.D. promoviert wurde. Von 1971 bis 1993 war sie Lecturer, Assistant Professor, Associate Professor und Full Professor an der Carleton University in Ottawa. Dann wechselte sie an die University of Montreal. Zwischen 1996 und 2008 war sie Gastprofessorin an der Freien Universität Berlin, der Universität Augsburg, dem Europäischen Hochschulinstitut in Florenz, dem Sciences-Po Paris und der neuseeländischen University of Auckland.
Jensons Forschungen und Veröffentlichungen umfassen ein breites Themenspektrum, darunter soziale Bewegungen, die Beziehungen zwischen Québec und dem übrigen Kanada, Diversität, feministische Studien, Familienpolitik, Kinderbetreuung und Altenpflege. 